# Saját tőke
A számvitelben a saját tőke az a szabadon használható saját forrás, amelyet a tulajdonosok időbeli korlát nélkül a vállalkozás rendelkezésére bocsátanak. A rendelkezésre bocsátás történhet a vállalkozás alapításakor (jegyzett tőke) vagy a vállalkozás eredményének visszaforgatásából (eredménytartalék illetve adózott eredmény).
Mivel a kettős könyvelés módszeréből következően mindig fennáll az
eszközök = források
vagyis
eszközök = saját tőke + idegen források
egyenlőség,
ezt kifejtve a saját tőke egyenlő az eszközök és az idegen források különbözetével. A cég megszűnése (csőd, felszámolás, végelszámolás) esetén ez a különbözet marad a tulajdonosoknak a társaság vagyonából a külső hitelezők kielégítése után.